# Viking-Bergenøen
Viking–Bergenøen er navnet på en hypotetisk tidligere ø mellem nutidens Skotland og Norge på grænsen mellem Nordsøen og Norskehavet. Området er kendt som Vikinge-Bergenbanken (der kombinerer Viking- og Bergenbankerne).
Under allerødtiden begyndte nordkysten af Doggerland at trække sig tilbage fordi havniveauet steg. Der har muligvis været en af Shetlandsøerne som har stukket op af havet på dette tidspunkt, og har markeret nordenden den bugt som Doggerbjergene har ligget omkring. Viking-Bergenøen har ligget mellem denne bugt og Norske Rende.
En nyere hypotese er, at meget af landet blev oversvømmet af en tsunami omkring 6200 fvt., der blev skabt af en enorm undersøisk jordskred ud for Norges kyst kaldet Storeggaskredet. Denne teori foreslår at "Storeggaskredets tsunami har haft en katastrofal effekt på den daværende mesolitiske kystbefolkning. [...] Efter Storeggaskredet blev Storbritannien endeligt separeret fra kontinentet og, i kulturelle termer, går mesolitikum sin egen vej."